# Fridrich August III. Saský
Fridrich August III. německy Friedrich August Johann Ludwig Karl Gustav Gregor Philipp von Sachsen (25. května 1865 v Drážďanech – 18. února 1932 v Sibyllenortu, nyní Szczodre ve Slezsku v dnešním Polsku) byl v letech 1904 až 1918 poslední král Saského království z rodu Wettinů.

## Biografie

### Původ, mládí
Fridrich August III. Saský se narodil jako čtvrté dítě a první syn pozdějšího saského krále Jiřího I. (1832 – 1904) a jeho manželky Marie Anny Portugalské (1843 – 1884), dcery portugalské královny Marie II. Jeho dvě nejstarší sestry zemřely ještě jako nemluvňata.

### Vojenská kariéra
Fridrich August sloužil v královské saské armádě, do níž vstoupil v roce 1877, ve svých 12 letech. Vzhledem ke svému původu rychle postupoval vpřed – 1883 první poručík, 1887 kapitán, 1889 major, 1891 podplukovník, 1892 plukovník, 1894 generálmajor, 1898 generálporučík. Na tomto postu již byl jmenován velitelem XII. (1. královského saského) sboru a na něm setrval do podzimu roku 1904, kdy se stal saským králem. Jeho nástupem na saský trůn se jeho vojenská kariéra skončila, přesto byl (jako poslední saský generál, který tento titul obdržel) 9. září roku 1912 jmenován polním maršálem.

### Král
19. června roku 1902 se po smrti svého strýce Alberta Saského stal korunním princem a 15. října roku 1904 po smrti svého otce Jiřího I. ve svých 39 letech usedl na saský trůn. Jako král se snažil udržet rovnováhu mezi tradicí a pokrokem. Za jeho vlády vypukla 1. světová válka, jež předznamenala i konec jeho panování: 13. listopadu roku 1918 byla monarchie po porážce Německého císařství v první světové válce nahrazena republikou a král byl přinucen k abdikaci.
Po abdikaci se Fridrich August usadil na zámku Sybillenort ve Szczodre v Dolním Slezsku v dnešním Polsku, kde 18. února roku 1932 zemřel. Pochován byl po okázalé pohřební ceremonii se státními poctami v Katedrále Nejsvětější Trojice v Drážďanech.

### Manželství, potomci
21. listopadu roku 1891 se ve Vídni oženil s princeznou Luisou Toskánskou, dcerou toskánského velkovévody Ferdinanda IV. a jeho manželky Alicie Bourbonsko-Parmské (1849–1935). Z jejich manželství se narodilo sedm dětí:

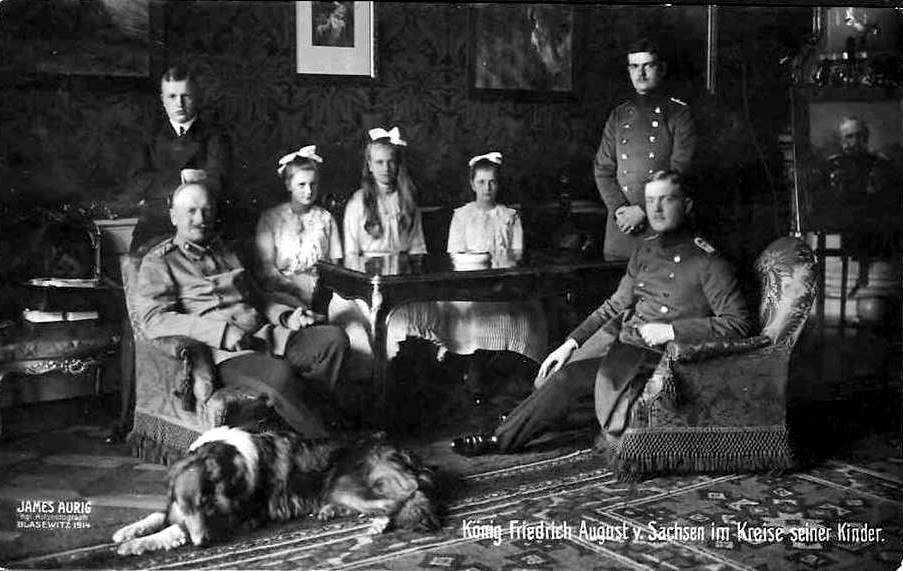
Král Fridrich August III. Saský v kruhu svých dětí (1914)

- Fridrich August (15. ledna 1893 – 14. května 1943), saský korunní, princ, jezuita, zavražděn[zdroj?] SS;
- Fridrich Kristián (31. prosince 1893 – 9. ledna 1968) – míšeňský markrabě, saský vévoda, hlava rodu Wettinů, ⚭ 1923 Alžběta Helena Thurn-Taxis (15. prosince 1903 – 22. října 1976)
- Arnošt Jindřich (9. prosince 1896 – 14. června 1971), saský vévoda,
⚭ 1921 Žofie Lucemburská (14. února 1902 – 24. května 1941)
⚭ 1947 Virginia Dulon (17. prosince 1910 – 26. ledna 2002), morganatické manželství

- Marie Karola (*/† 22. srpna 1898)

- Markéta Karola (24. ledna 1900 – 16. října 1962), ⚭ 1920 Fridrich Hohenzollernský (30. srpna 1891 – 6. února 1965), kníže hohenzollernský
- Marie Alix (27. září 1901 – 11. prosince 1990), ⚭ 1921 František Josef Hohenzollernsko-Emdenský (30. srpna 1891 – 3. dubna 1964)
- Anna Pia (4. května 1903 – 8. února 1976),
⚭ 1926 Josef František Habsbursko-Lotrinský (28. března 1893 – 25. září 1957)
⚭ 1971 Reginald Kazanjian (1905–1990)

Manželství bylo rozvedeno v roce 1903 poté, co Luisa v prosinci roku 1902 utekla, jsouc po sedmé těhotná s jejich posledním dítětem.

## Vývod z předků
|                              |                                       |  |                                      |                                        |  |  |  |  |  |  |  | Fridrich Kristián Saský |
|                              |                                       |  |                                      |                                        |  |  |  |  |  |  |  |                         |
|                              | Maxmilián Saský                       |  |                                      |                                        |  |  |  |  |  |  |  |                         |
|                              |                                       |  |                                      |                                        |  |  |  |  |  |  |  |                         |
|                              |                                       |  |                                      | Marie Antonie Bavorská                 |  |  |  |  |  |  |  |                         |
|                              |                                       |  |                                      |                                        |  |  |  |  |  |  |  |                         |
|                              | Jan I. Saský                          |  |                                      |                                        |  |  |  |  |  |  |  |                         |
|                              |                                       |  |                                      |                                        |  |  |  |  |  |  |  |                         |
|                              |                                       |  |                                      | Ferdinand Parmský                      |  |  |  |  |  |  |  |                         |
|                              |                                       |  |                                      |                                        |  |  |  |  |  |  |  |                         |
|                              | Karolína Bourbonsko-Parmská           |  |                                      |                                        |  |  |  |  |  |  |  |                         |
|                              |                                       |  |                                      |                                        |  |  |  |  |  |  |  |                         |
|                              |                                       |  |                                      | Marie Amálie Habsbursko-Lotrinská      |  |  |  |  |  |  |  |                         |
|                              |                                       |  |                                      |                                        |  |  |  |  |  |  |  |                         |
|                              | Jiří I. Saský                         |  |                                      |                                        |  |  |  |  |  |  |  |                         |
|                              |                                       |  |                                      |                                        |  |  |  |  |  |  |  |                         |
|                              |                                       |  |                                      | Fridrich Michal Falcko-Zweibrückenský  |  |  |  |  |  |  |  |                         |
|                              |                                       |  |                                      |                                        |  |  |  |  |  |  |  |                         |
|                              | Maxmilián I. Josef Bavorský           |  |                                      |                                        |  |  |  |  |  |  |  |                         |
|                              |                                       |  |                                      |                                        |  |  |  |  |  |  |  |                         |
|                              |                                       |  |                                      | Marie Františka Falcko-Sulzbašská      |  |  |  |  |  |  |  |                         |
|                              |                                       |  |                                      |                                        |  |  |  |  |  |  |  |                         |
|                              | Amálie Augusta Bavorská               |  |                                      |                                        |  |  |  |  |  |  |  |                         |
|                              |                                       |  |                                      |                                        |  |  |  |  |  |  |  |                         |
|                              |                                       |  |                                      | Karel Ludvík Bádenský                  |  |  |  |  |  |  |  |                         |
|                              |                                       |  |                                      |                                        |  |  |  |  |  |  |  |                         |
|                              | Karolína Frederika Vilemína Bádenská  |  |                                      |                                        |  |  |  |  |  |  |  |                         |
|                              |                                       |  |                                      |                                        |  |  |  |  |  |  |  |                         |
|                              |                                       |  |                                      | Amálie Hesensko-Darmstadtská           |  |  |  |  |  |  |  |                         |
|                              |                                       |  |                                      |                                        |  |  |  |  |  |  |  |                         |
| 'Fridrich August III. Saský' |                                       |  |                                      |                                        |  |  |  |  |  |  |  |                         |
|                              |                                       |  |                                      |                                        |  |  |  |  |  |  |  |                         |
|                              |                                       |  | František Sasko-Kobursko-Saalfeldský |                                        |  |  |  |  |  |  |  |                         |
|                              |                                       |  |                                      |                                        |  |  |  |  |  |  |  |                         |
|                              | Ferdinand Sasko-Kobursko-Gothajský    |  |                                      |                                        |  |  |  |  |  |  |  |                         |
|                              |                                       |  |                                      |                                        |  |  |  |  |  |  |  |                         |
|                              |                                       |  |                                      | Augusta Reuss Ebersdorf                |  |  |  |  |  |  |  |                         |
|                              |                                       |  |                                      |                                        |  |  |  |  |  |  |  |                         |
|                              | Ferdinand II. Portugalský             |  |                                      |                                        |  |  |  |  |  |  |  |                         |
|                              |                                       |  |                                      |                                        |  |  |  |  |  |  |  |                         |
|                              |                                       |  |                                      | František Josef Kohári                 |  |  |  |  |  |  |  |                         |
|                              |                                       |  |                                      |                                        |  |  |  |  |  |  |  |                         |
|                              | Maria Antonia Koháry de Csábrág       |  |                                      |                                        |  |  |  |  |  |  |  |                         |
|                              |                                       |  |                                      |                                        |  |  |  |  |  |  |  |                         |
|                              |                                       |  |                                      | Marie Antonie z Valdštejna-Vartenbergu |  |  |  |  |  |  |  |                         |
|                              |                                       |  |                                      |                                        |  |  |  |  |  |  |  |                         |
|                              | Marie Anna Portugalská                |  |                                      |                                        |  |  |  |  |  |  |  |                         |
|                              |                                       |  |                                      |                                        |  |  |  |  |  |  |  |                         |
|                              |                                       |  |                                      | Jan VI. Portugalský                    |  |  |  |  |  |  |  |                         |
|                              |                                       |  |                                      |                                        |  |  |  |  |  |  |  |                         |
|                              | Petr I. Brazilský                     |  |                                      |                                        |  |  |  |  |  |  |  |                         |
|                              |                                       |  |                                      |                                        |  |  |  |  |  |  |  |                         |
|                              |                                       |  |                                      | Šarlota Španělská                      |  |  |  |  |  |  |  |                         |
|                              |                                       |  |                                      |                                        |  |  |  |  |  |  |  |                         |
|                              | Marie II. Portugalská                 |  |                                      |                                        |  |  |  |  |  |  |  |                         |
|                              |                                       |  |                                      |                                        |  |  |  |  |  |  |  |                         |
|                              |                                       |  |                                      | František I. Rakouský                  |  |  |  |  |  |  |  |                         |
|                              |                                       |  |                                      |                                        |  |  |  |  |  |  |  |                         |
|                              | Marie Leopoldina Habsbursko-Lotrinská |  |                                      |                                        |  |  |  |  |  |  |  |                         |
|                              |                                       |  |                                      |                                        |  |  |  |  |  |  |  |                         |
|                              |                                       |  |                                      | Marie Tereza Neapolsko-Sicilská        |  |  |  |  |  |  |  |                         |
|                              |                                       |  |                                      |                                        |  |  |  |  |  |  |  |                         |